# 2. ŽNL Osječko-baranjska NS Đakovo 2014./15.
Ligu je osvojila NK Slavonija Punitovci, ali u kvalifikacijama za 1. ŽNL Osječko-baranjsku nije uspjela izboriti plasman u viši rang. Iz lige su u 3. ŽNL Osječko-baranjsku ispali NK Radnički Viškovci i NK Velebit Potnjani.

## Tablica
| Mj. | Klub                             | Sus. | Pobj. | Ner. | Por. | GR.    | Bod. |
| --- | -------------------------------- | ---- | ----- | ---- | ---- | ------ | ---- |
| 1.  | NK Slavonija Punitovci           | 26   | 19    | 5    | 2    | 85:25  | 62   |
| 2.  | NK Šokadija Strizivojna          | 26   | 18    | 5    | 3    | 83:27  | 59   |
| 3.  | NK Omladinac Đakovački Josipovac | 26   | 17    | 3    | 6    | 81:27  | 54   |
| 4.  | NK Hajduk Široko Polje           | 26   | 15    | 3    | 8    | 63:37  | 48   |
| 5.  | NK Ratar Piškorevci              | 26   | 14    | 6    | 6    | 53:28  | 48   |
| 6.  | NK Sloga Koritna                 | 26   | 12    | 3    | 11   | 51:44  | 39   |
| 7.  | NK Slavonija Budrovci            | 26   | 11    | 4    | 11   | 49:51  | 37   |
| 8.  | NK HOŠK Gašinci                  | 26   | 9     | 4    | 13   | 42:54  | 31   |
| 9.  | NK Slavonac Preslatinci          | 26   | 9     | 4    | 13   | 35:70  | 31   |
| 10. | NK Polet Semeljci                | 26   | 9     | 2    | 15   | 51:58  | 29   |
| 11. | NK Omladinac Đakovački Selci     | 26   | 9     | 1    | 16   | 49:57  | 28   |
| 12. | NK Rekord Kondrić                | 26   | 7     | 7    | 12   | 38:64  | 28   |
| 13. | NK Radnički Viškovci             | 26   | 6     | 3    | 17   | 48:78  | 21   |
| 14. | NK Velebit Potnjani              | 26   | 1     | 2    | 23   | 19:127 | 5    |

## Rezultati
| NK Rekord Kondrić - NK Slavonija Punitovci 1:8 NK Hajduk Široko Polje - NK Radnički Viškovci 0:0 NK Šokadija Strizivojna - NK Sloga Koritna 5:1 NK Ratar Piškorevci - NK Slavonija Budrovci 2:0 NK Polet Semeljci - NK Velebit Potnjani 6:0 NK HOŠK Gašinci - NK Slavonac Preslatinci 2:2 NK Omladinac Đakovački Josipovac - NK Omladinac Đakovački Selci 5:1  | NK Omladinac Đakovački Josipovac - NK HOŠK Gašinci 2:0 NK Slavonac Preslatinci - NK Polet Semeljci 1:1 NK Velebit Potnjani - NK Ratar Piškorevci 1:3 NK Slavonija Budrovci - NK Šokadija Strizivojna 3:1 NK Sloga Koritna - NK Hajduk Široko Polje 0:2 NK Radnički Viškovci - NK Rekord Kondrić 1:1 NK Omladinac Đakovački Selci - NK Slavonija Punitovci 1:2    | NK Polet Semeljci - NK Omladinac Đakovački Josipovac 1:4 NK Ratar Piškorevci - NK Slavonac Preslatinci 3:0 NK Šokadija Strizivojna - NK Velebit Potnjani 9:0 NK Hajduk Široko Polje - NK Slavonija Budrovci 0:2 NK Rekord Kondrić - NK Sloga Koritna 2:1 NK Slavonija Punitovci - NK Radnički Viškovci 5:3 NK HOŠK Gašinci - NK Omladinac Đakovački Selci 1:5 |
| NK Omladinac Đakovački Josipovac - NK Ratar Piškorevci 3:1 NK HOŠK Gašinci - NK Polet Semeljci 3:1 NK Slavonac Preslatinci - NK Šokadija Strizivojna 1:5 NK Velebit Potnjani - NK Hajduk Široko Polje 2:1 NK Slavonija Budrovci - NK Rekord Kondrić 2:0 NK Sloga Koritna - NK Slavonija Punitovci 0:2 NK Omladinac Đakovački Selci - NK Radnički Viškovci 3:0  | NK Šokadija Strizivojna - NK Omladinac Đakovački Josipovac 3:1 NK Ratar Piškorevci - NK HOŠK Gašinci 1:0 NK Hajduk Široko Polje - NK Slavonac Preslatinci 3:0 NK Rekord Kondrić - NK Velebit Potnjani 3:0 NK Slavonija Punitovci - NK Slavonija Budrovci 1:1 NK Radnički Viškovci - NK Sloga Koritna 2:4 NK Polet Semeljci - NK Omladinac Đakovački Selci 3:2    | NK Omladinac Đakovački Josipovac - NK Hajduk Široko Polje 2:0 NK HOŠK Gašinci - NK Šokadija Strizivojna 1:0 NK Polet Semeljci - NK Ratar Piškorevci 0:2 NK Slavonac Preslatinci - NK Rekord Kondrić 3:2 NK Velebit Potnjani - NK Slavonija Punitovci 0:3 NK Slavonija Budrovci - NK Radnički Viškovci 5:0 NK Omladinac Đakovački Selci - NK Sloga Koritna 1:3 |
| NK Rekord Kondrić - NK Omladinac Đakovački Josipovac 1:4 NK Hajduk Široko Polje - NK HOŠK Gašinci 3:1 NK Šokadija Strizivojna - NK Polet Semeljci 2:0 NK Slavonija Punitovci - NK Slavonac Preslatinci 3:0 NK Radnički Viškovci - NK Velebit Potnjani 3:1 NK Sloga Koritna - NK Slavonija Budrovci 3:0 NK Ratar Piškorevci - NK Omladinac Đakovački Selci 2:1  | NK Omladinac Đakovački Josipovac - NK Slavonija Punitovci 0:2 NK HOŠK Gašinci - NK Rekord Kondrić 1:0 NK Polet Semeljci - NK Hajduk Široko Polje 1:2 NK Ratar Piškorevci - NK Šokadija Strizivojna 0:0 NK Slavonac Preslatinci - NK Radnički Viškovci 5:0 NK Velebit Potnjani - NK Sloga Koritna 1:6 NK Omladinac Đakovački Selci - NK Slavonija Budrovci 1:3    | NK Radnički Viškovci - NK Omladinac Đakovački Josipovac 1:5 NK Slavonija Punitovci - NK HOŠK Gašinci 3:1 NK Rekord Kondrić - NK Polet Semeljci 2:0 NK Hajduk Široko Polje - NK Ratar Piškorevci 1:0 NK Sloga Koritna - NK Slavonac Preslatinci 6:1 NK Slavonija Budrovci - NK Velebit Potnjani 8:0 NK Šokadija Strizivojna - NK Omladinac Đakovački Selci 6:0 |
| NK Omladinac Đakovački Josipovac - NK Sloga Koritna 1:2 NK HOŠK Gašinci - NK Radnički Viškovci 2:3 NK Polet Semeljci - NK Slavonija Punitovci 0:1 NK Ratar Piškorevci - NK Rekord Kondrić 3:3 NK Šokadija Strizivojna - NK Hajduk Široko Polje 2:1 NK Slavonac Preslatinci - NK Slavonija Budrovci 2:1 NK Omladinac Đakovački Selci - NK Velebit Potnjani 1:0  | NK Slavonija Budrovci - NK Omladinac Đakovački Josipovac 0:4 NK Sloga Koritna - NK HOŠK Gašinci 3:0 NK Radnički Viškovci - NK Polet Semeljci 0:3 NK Slavonija Punitovci - NK Ratar Piškorevci 0:0 NK Rekord Kondrić - NK Šokadija Strizivojna 1:1 NK Velebit Potnjani - NK Slavonac Preslatinci 1:2 NK Hajduk Široko Polje - NK Omladinac Đakovački Selci 5:3    | NK Omladinac Đakovački Josipovac - NK Velebit Potnjani 7:0 NK HOŠK Gašinci - NK Slavonija Budrovci 1:2 NK Polet Semeljci - NK Sloga Koritna 1:3 NK Ratar Piškorevci - NK Radnički Viškovci 7:1 NK Šokadija Strizivojna - NK Slavonija Punitovci 1:1 NK Hajduk Široko Polje - NK Rekord Kondrić 2:2 NK Omladinac Đakovački Selci - NK Slavonac Preslatinci 5:1 |
| NK Slavonac Preslatinci - NK Omladinac Đakovački Josipovac 2:1 NK Velebit Potnjani - NK HOŠK Gašinci 1:7 NK Slavonija Budrovci - NK Polet Semeljci 2:1 NK Sloga Koritna - NK Ratar Piškorevci 0:0 NK Radnički Viškovci - NK Šokadija Strizivojna 1:2 NK Slavonija Punitovci - NK Hajduk Široko Polje 0:2 NK Rekord Kondrić - NK Omladinac Đakovački Selci 2:1  | NK Slavonija Punitovci - NK Rekord Kondrić 4:0 NK Radnički Viškovci - NK Hajduk Široko Polje 1:5 NK Sloga Koritna - NK Šokadija Strizivojna 0:2 NK Slavonija Budrovci - NK Ratar Piškorevci 1:1 NK Velebit Potnjani - NK Polet Semeljci 2:2 NK Slavonac Preslatinci - NK HOŠK Gašinci 0:0 NK Omladinac Đakovački Selci - NK Omladinac Đakovački Josipovac 0:2    | NK HOŠK Gašinci - NK Omladinac Đakovački Josipovac 0:5 NK Polet Semeljci - NK Slavonac Preslatinci 4:0 NK Ratar Piškorevci - NK Velebit Potnjani 5:0 NK Šokadija Strizivojna - NK Slavonija Budrovci 2:0 NK Hajduk Široko Polje - NK Sloga Koritna 1:0 NK Rekord Kondrić - NK Radnički Viškovci 2:1 NK Slavonija Punitovci - NK Omladinac Đakovački Selci 2:1 |
| NK Omladinac Đakovački Josipovac - NK Polet Semeljci 3:1 NK Slavonac Preslatinci - NK Ratar Piškorevci 1:0 NK Velebit Potnjani - NK Šokadija Strizivojna 0:5 NK Slavonija Budrovci - NK Hajduk Široko Polje 3:4 NK Sloga Koritna - NK Rekord Kondrić 2:2 NK Radnički Viškovci - NK Slavonija Punitovci 0:5 NK Omladinac Đakovački Selci - NK HOŠK Gašinci 1:0  | NK Ratar Piškorevci - NK Omladinac Đakovački Josipovac 2:1 NK Polet Semeljci - NK HOŠK Gašinci 1:2 NK Šokadija Strizivojna - NK Slavonac Preslatinci 7:1 NK Hajduk Široko Polje - NK Velebit Potnjani 7:0 NK Rekord Kondrić - NK Slavonija Budrovci 1:1 NK Slavonija Punitovci - NK Sloga Koritna 6:0 NK Radnički Viškovci - NK Omladinac Đakovački Selci 1:2    | NK Omladinac Đakovački Josipovac - NK Šokadija Strizivojna 0:0 NK HOŠK Gašinci - NK Ratar Piškorevci 2:0 NK Slavonac Preslatinci - NK Hajduk Široko Polje 0:2 NK Velebit Potnjani - NK Rekord Kondrić 1:3 NK Slavonija Budrovci - NK Slavonija Punitovci 1:2 NK Sloga Koritna - NK Radnički Viškovci 1:0 NK Omladinac Đakovački Selci - NK Polet Semeljci 5:0 |
| NK Hajduk Široko Polje - NK Omladinac Đakovački Josipovac 0:2 NK Šokadija Strizivojna - NK HOŠK Gašinci 7:1 NK Ratar Piškorevci - NK Polet Semeljci 4:0 NK Rekord Kondrić - NK Slavonac Preslatinci 1:0 NK Slavonija Punitovci - NK Velebit Potnjani 14:1 NK Radnički Viškovci - NK Slavonija Budrovci 6:2 NK Sloga Koritna - NK Omladinac Đakovački Selci 4:0 | NK Omladinac Đakovački Josipovac - NK Rekord Kondrić 4:1 NK HOŠK Gašinci - NK Hajduk Široko Polje 3:2 NK Polet Semeljci - NK Šokadija Strizivojna 2:5 NK Slavonac Preslatinci - NK Slavonija Punitovci 1:2 NK Velebit Potnjani - NK Radnički Viškovci 2:8 NK Slavonija Budrovci - NK Sloga Koritna 3:0 NK Omladinac Đakovački Selci - NK Ratar Piškorevci 1:4    | NK Slavonija Punitovci - NK Omladinac Đakovački Josipovac 1:1 NK Rekord Kondrić - NK HOŠK Gašinci 2:3 NK Hajduk Široko Polje - NK Polet Semeljci 3:5 NK Šokadija Strizivojna - NK Ratar Piškorevci 3:2 NK Radnički Viškovci - NK Slavonac Preslatinci 5:1 NK Sloga Koritna - NK Velebit Potnjani 2:0 NK Slavonija Budrovci - NK Omladinac Đakovački Selci 1:0 |
| NK Omladinac Đakovački Josipovac - NK Radnički Viškovci 2:2 NK HOŠK Gašinci - NK Slavonija Punitovci 1:2 NK Polet Semeljci - NK Rekord Kondrić 3:1 NK Ratar Piškorevci - NK Hajduk Široko Polje 0:0 NK Slavonac Preslatinci - NK Sloga Koritna 1:0 NK Velebit Potnjani - NK Slavonija Budrovci 1:3 NK Omladinac Đakovački Selci - NK Šokadija Strizivojna 0:2  | NK Sloga Koritna - NK Omladinac Đakovački Josipovac 6:1 NK Radnički Viškovci - NK HOŠK Gašinci 3:0 NK Slavonija Punitovci - NK Polet Semeljci 7:3 NK Rekord Kondrić - NK Ratar Piškorevci 0:3 ↓1 NK Hajduk Široko Polje - NK Šokadija Strizivojna 5:0 NK Slavonija Budrovci - NK Slavonac Preslatinci 3:3 NK Velebit Potnjani - NK Omladinac Đakovački Selci 1:6 | NK Omladinac Đakovački Josipovac - NK Slavonija Budrovci 5:0 NK HOŠK Gašinci - NK Sloga Koritna 3:3 NK Polet Semeljci - NK Radnički Viškovci 4:0 NK Ratar Piškorevci - NK Slavonija Punitovci 0:5 NK Šokadija Strizivojna - NK Rekord Kondrić 6:0 NK Slavonac Preslatinci - NK Velebit Potnjani 3:2 NK Omladinac Đakovački Selci - NK Hajduk Široko Polje 3:1 |
| NK Velebit Potnjani - NK Omladinac Đakovački Josipovac 0:8 NK Slavonija Budrovci - NK HOŠK Gašinci 0:5 NK Sloga Koritna - NK Polet Semeljci 0:3 NK Radnički Viškovci - NK Ratar Piškorevci 3:4 NK Slavonija Punitovci - NK Šokadija Strizivojna 2:2 NK Rekord Kondrić - NK Hajduk Široko Polje 3:7 NK Slavonac Preslatinci - NK Omladinac Đakovački Selci 4:3  | NK Omladinac Đakovački Josipovac - NK Slavonac Preslatinci 8:0 NK HOŠK Gašinci - NK Velebit Potnjani 2:2 NK Polet Semeljci - NK Slavonija Budrovci 5:2 NK Ratar Piškorevci - NK Sloga Koritna 4:1 NK Šokadija Strizivojna - NK Radnički Viškovci 5:3 NK Hajduk Široko Polje - NK Slavonija Punitovci 4:2 NK Omladinac Đakovački Selci - NK Rekord Kondrić 2:2    | |

## Kvalifikacije za 1. ŽNL Osječko-baranjsku
Zbog gašenja Međužupanijske lige Osijek – Vinkovci i prebacivanja velikog broja klubova u niži rang, u 1. ŽNL Osječko-baranjsku je iz 2. ŽNL Osječko-baranjske u ovoj sezoni samo jedan klub bio promoviran.
Četvrtfinale:
NK Iskrica Šaptinovci - NK Klas Čepin 2:0
NK Klas Čepin - NK Iskrica Šaptinovci 3:2
Polufinale 10. lipnja 2015. godine, 18:00:
NK Slavonija Punitovci – NK Drava Nard                                  0:1
NK Hajduk Popovac – NK Iskrica Šaptinovci                               5:0
Finale 14. lipnja 2015. godine, 17:30, Gradski vrt, Osijek: 
NK Drava Nard – NK Hajduk Popovac 2:3
U 1. ŽNL Osječko-baranjsku se plasirao NK Hajduk Popovac, ali je na koncu odustao od promocije.